# 昭和町駅 (愛知県)
昭和町駅（しょうわまちえき）は、愛知県名古屋市港区昭和町にある名古屋臨海鉄道昭和町線の貨物駅である。昭和町線の終着駅。定期列車はない。

## 歴史
- 1930年（昭和5年）頃：愛知県が専用鉄道を単線非電化で敷設[1][注釈 1]
- 1940年（昭和15年）度：3ヵ年事業により7・8号地の県営鉄道線の補修および6号地への延伸が名古屋鉄道の施工で行われる[4]。
- 1941年（昭和16年）11月27日：県営鉄道の名鉄使用が暫定承認され、運用が委託される[5]。
- 1950年（昭和25年）7月18日：名鉄連絡運輸が再度承認される[6][7]。
- 1952年（昭和27年）12月25日：東亞合成専用線新設[8]。
- 1965年（昭和40年）
  - 5月11日：名古屋臨海鉄道が昭和町線として地方鉄道経営免許を取得[9]
  - 6月3日：専用線の契約替え要請（7月末までにほぼ完了）[10]。
  - 8月20日：名古屋臨海鉄道の昭和町駅として開業[11]。以下の専用線が当駅所属となる[12]。
    - 東亞合成化学工業（3,027 m）[12]。
    - 宇部興産（50 m）[12]。
    - 石川島播磨重工業（25 m）[12]。
- 1969年（昭和44年）2月：石川島播磨重工業専用線（25 m）廃止[13]。
- 1976年（昭和51年）8月：構内本線路50 kgレール化工事に着手[14]。
- 1990年（平成2年）8月3日：宇部興産専用線（45 m）廃止[15]。
- 2009年（平成21年）3月：定期列車廃止[16]
- 2015年（平成27年）8月1日：営業休止[17]（7月6日届出、以後1年毎に更新）。

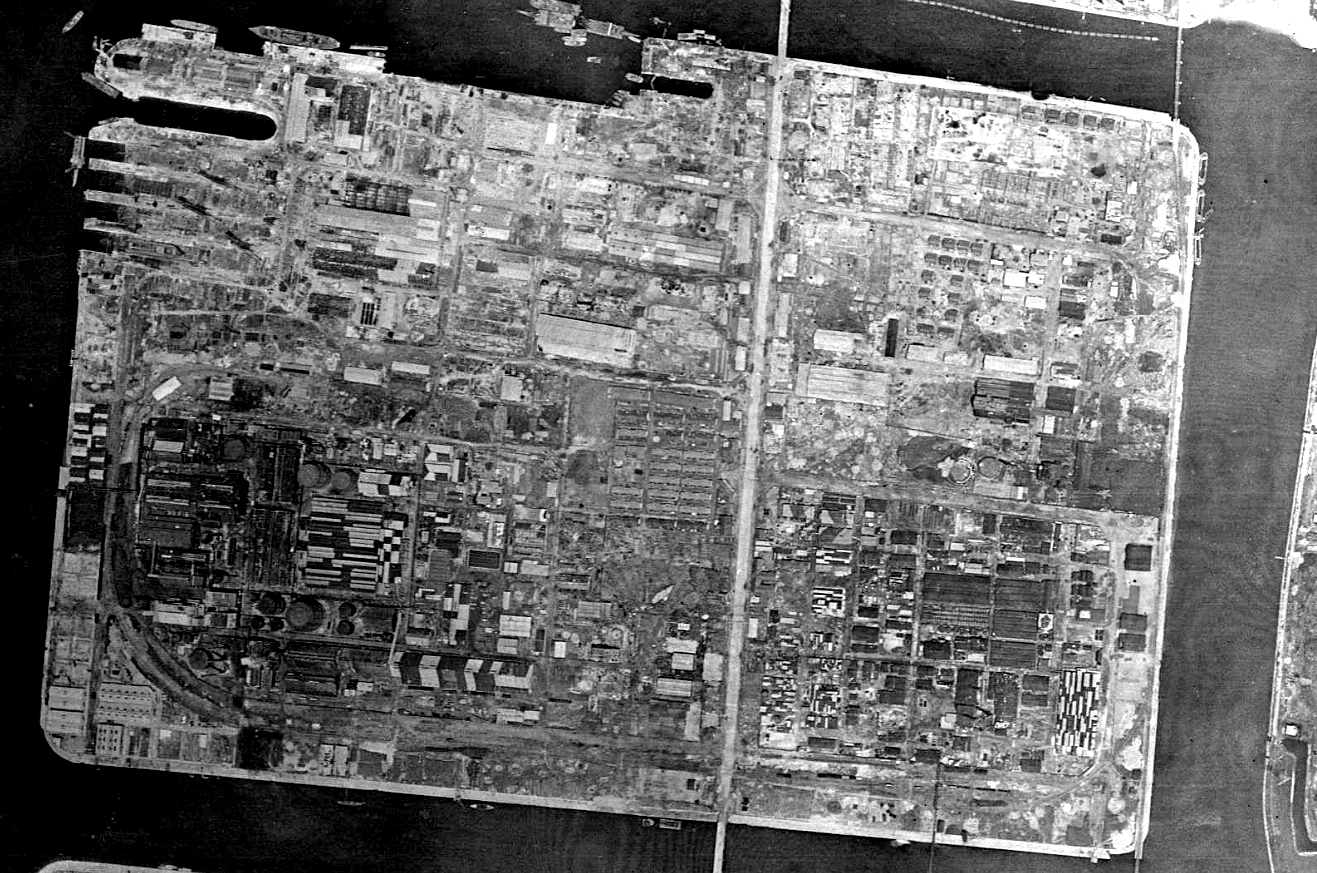
名鉄構外側線時代の7号地臨港線（1946年） 帰属：国土交通省「国土画像情報（カラー空中写真）」 配布元：国土地理院地図・空中写真閲覧サービス
7号地で運用されるDED8500形（1961年以前）

## 駅構造
東亞合成名古屋工場の南側に沿って走る昭和町線のほぼ全線が当駅の構内となっている。工場は愛知県道55号名古屋半田線によって東西に分断されており、当駅も同様に分断されている。駅構内からは、東亞合成が保有する専用線が分岐している。
当駅の出発線・到着線は駅構内西側（中側線）にあり、貨物列車はすべてここを発着する。出発線・到着線の周囲には貨車留置線が数本敷設されているほか、東亞物流の倉庫へ向かう荷役線が分岐している。東亞物流の荷役線は使用されていないが、1990年代頃までコンテナ車が入線していた。
中側線の終端には苛性ソーダの荷役設備が置かれている。現在は荷役設備付近で線路が途切れているが、かつてはその先に海岸側線が伸び、宇部興産名古屋セメントセンターや石川島播磨重工業名古屋工場まで専用線が伸びていた。
駅構内東側（東側線）には、液化塩素の荷役設備と苛性カリの荷役設備が設けられ、荷役線や留置線が敷設されている。なお液化塩素の荷役設備に隣接して、タンクローリー用の液化塩素の荷役設備が設置されている。
駅構内の入換作業は、駅まで貨車を牽引した本線用のディーゼル機関車によって行われていた。貨物列車は1日2本発着するため入換作業も1日2回行われていたが、2009年（平成21年）3月のダイヤ改正で定期列車は廃止された。無人駅で駅舎は存在せず、入換作業は機関車に同乗する係員が行う。

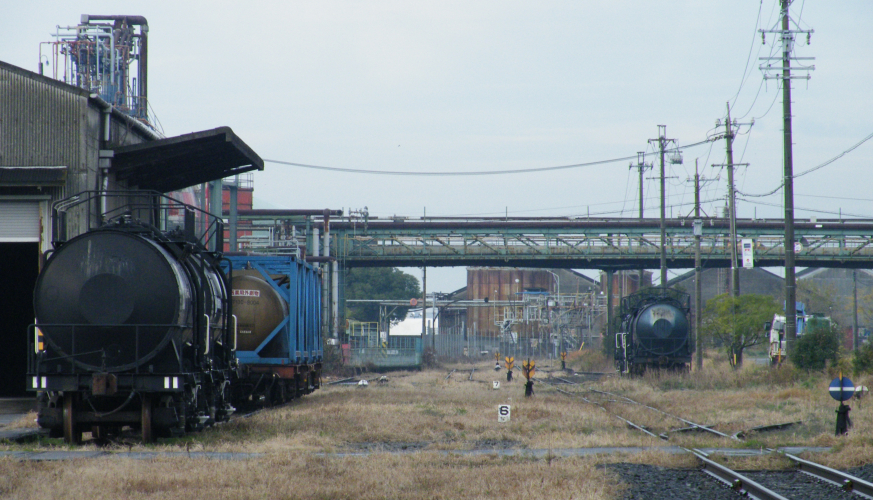
中側線（2008年12月）
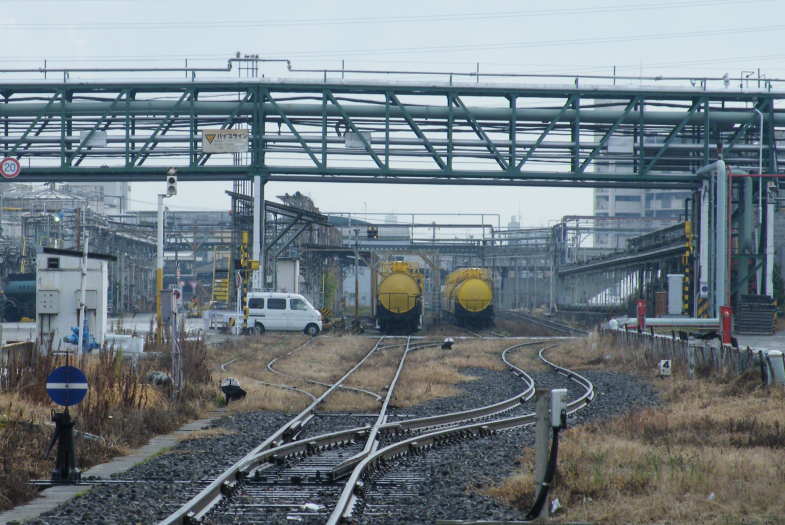
東側線（2008年12月）
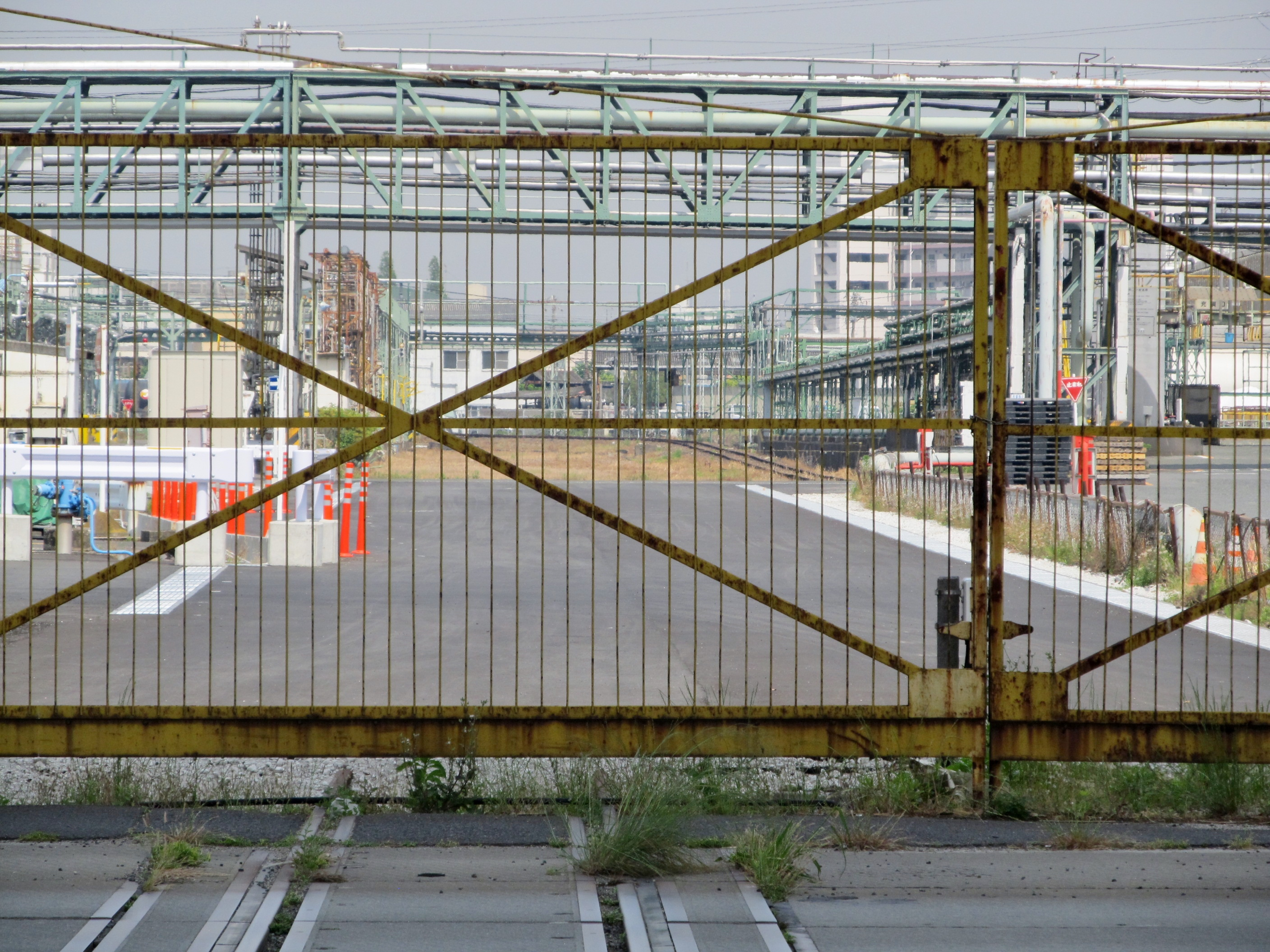
東側線の現状（2019年5月）

|                         | 昭和町駅 鉄道配線略図（1981年） | → 東港駅 |
| 凡例 出典: 破線は専用線 |                                 |          |

## 取扱貨物
当駅は、専用線発着のコンテナ貨物、専用線発着の車扱貨物の取扱駅である。
取扱品目は荷役設備がある苛性ソーダ・苛性カリの2品目で、いずれも東亞合成名古屋工場で生産される薬品である。苛性ソーダはタンク車で、苛性カリはコンテナ車に積載されたタンクコンテナで発送される。苛性ソーダの発送先は東港駅（三洋化成工業名古屋工場）である。苛性カリは川崎貨物駅まで鉄道輸送され、同駅以降はトレーラーに積載され東京液体化成品センター川崎営業所へ輸送される。
2008年（平成20年）12月現在、塩浜駅（石原産業四日市工場）への液体塩素の発送は行われていない。
かつて存在した宇部興産専用線はセメントを、石川島播磨重工業専用線は鉄鋼品や鉄材を輸送していた。

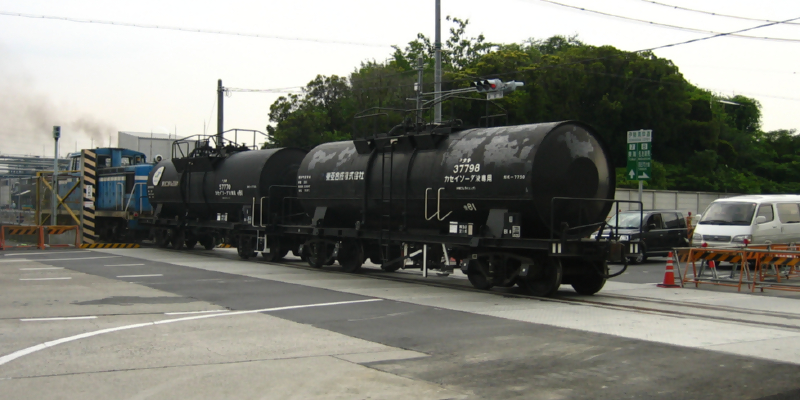
発送される苛性ソーダ積載のタンク車（2007年6月）

## 隣の駅
名古屋臨海鉄道
昭和町線（休止）
東港駅 - 昭和町駅（休止）